# Lambert I Polentani
Lambert I Polentani fou fill de Guiu I Polentani al que va succeir a la seva mort el 1297 com a senyor de Ravenna mentre el seu germà Bernardí Polentani rebia la senyoria de Cervia.
Va tenir un govern relativament tranquil amb només conflictes menors. El 1312 va arribar a Ravenna Robert d'Anjou i va participar en la lluita contra l'emperador Enric VII.
Va morir el 1316 i com que el seu únic fill Folc ja havia mort la successió va correspondre al seu nebot Guiu Novello Polentani o Guiu II Polentani el jove, el més gran dels fills vius de son germà Ostasi.